# Маха (ирландская мифология)

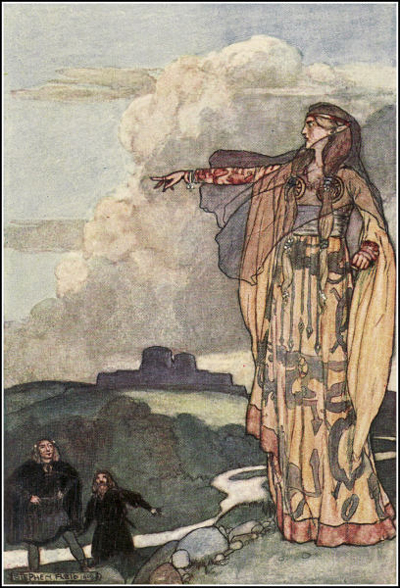
«Маха проклинает уладов». Иллюстрация Стивена Рида из книги Элинор Халл «Кухулин для мальчиков» (The Boys' Cuchulainn), 1904

Маха (др.‑ирл. Macha [ˈmaxə]) — в ирландской мифологии имя нескольких мифологических персонажей/или богинь.

## Супруга Немеда
«Книга захватов Ирландии» упоминает персонажей по имени Маха как среди второй волны поселенцев в Ирландии — людей Партолона), так и среди третьей (люди Немеда). Считалось, что именно в честь Махи — супруги Немеда — получила своё название Арма (Ard Macha), в Средние века христианский центр Ирландии.

## Дочь Эрнмас
Среди племён богини Дану была известна Маха, дочь Эрнмас. Она часто упоминается вместе со своими сёстрами Морриган и Бадб (вариант — Морриган и Немайн). Возможно, эти три богини представляют собой различные аспекты трёхликой кельтской богини войны. Махе посвящались головы убитых врагов («жёлуди Махи»). По одной из версий, она была убита Балором в битве при Маг Туиред.

## Маха Рыжая Грива
В уладском цикле и цикле королей также встречается несколько персонажей по имени Маха. Маха Рыжая Грива (Macha Mong Ruad), дочь Аэда Рыжего (Áed Rúad), согласно средневековой традиции, была единственной королевой в списке верховных королей Ирландии. В течение семи лет её отец занимал престол по очереди со своими двоюродными братьями Диторбой и Кимбаэтом. После третьего чередования Аэд умер, и, когда пришла его очередь, Маха потребовала трона для себя. Кимбаэт и Диторба отказались; Маха вызвала их на битву; Диторба погиб, а его сыновья бежали в Коннахт. Маха вышла замуж за Кимбаэта. Впоследствии она изловила сыновей Диторбы, обратила их в рабство и заставила их выстроить крепость Эмайн Маха (современный Наван Форт вблизи города Арма), которая стала столицей уладов. Маха обвела границы Эмайн Махи своей брошью: средневековые хронисты объясняли название «Эмайн Маха» как eó-muin Macha («брошь, которую Маха носила на шее»). В течение семи лет Маха правила Ирландией вместе с Кимбаэтом, пока он не умер от чумы, а затем ещё четырнадцать лет, пока её не убил Рехтайд Ригдерг. «Книга захватов» утверждает, что Маха была современницей Птолемея I (323—283 до н. э.). Джеффри Китинг датирует её царствование 468—461 годами до н. э., «Анналы Четырёх мастеров» — 661—654 годами до н. э.

## Супруга Крунху
В уладском цикле известна также Маха, жена Крунху. После того, как Крунху овдовел, она неожиданно появилась в его доме и начала делать всё, что полагается жене. Крунху стал богат и удачлив. Однажды он отправился на праздник, который устроил король уладов. Маха предупредила его, что он не должен никому о ней рассказывать. Однако, глядя на скачку, Крунху похвастался, что его жена может бежать быстрее королевских коней. Король услышал это и потребовал устроить состязание между женщиной и королевской колесницей. Несмотря на беременность Махи, он не стал слушать отговорок и заставил её бежать. Маха обогнала королевских коней, но затем упала и родила близнецов. Отсюда и другое объяснение происхождения названия «Эмайн Маха» — «Близнецы (emon) Махи». За это Маха прокляла уладов со словами: «За то зло, которое вы мне причинили, каждый раз, когда на вас будут нападать враги, будете вы испытывать муки, подобные родовым. И будут длиться они четыре дня и пять ночей или пять дней и четыре ночи и так — девять поколений». Именно поэтому никто из уладов не мог участвовать в сражении во время «Похищения быка из Куальнге», кроме Кухулина, который был настолько молод, что не попадал под действие проклятия.

## Значение имени
По поводу значения имени «Маха» высказывались различные предположения. Ряд лингвистов (Ж. Вандриес, Г. Олмстед) сближают его с др.‑ирл. mag «поле, равнина». По мнению российского лингвиста В. П. Калыгина, Macha происходит из праформы *mokosiā и соответствует имени славянской богини Мокошь.

## В искусстве
- В мультфильме 2014 года «Песнь моря» ирландского режиссёра Томма Мура Маха выступает в роли колдуньи, которая при помощи помощниц-сов отнимает у людей и духов все чувства, превращая их в камни.